# Nothofagus alpina

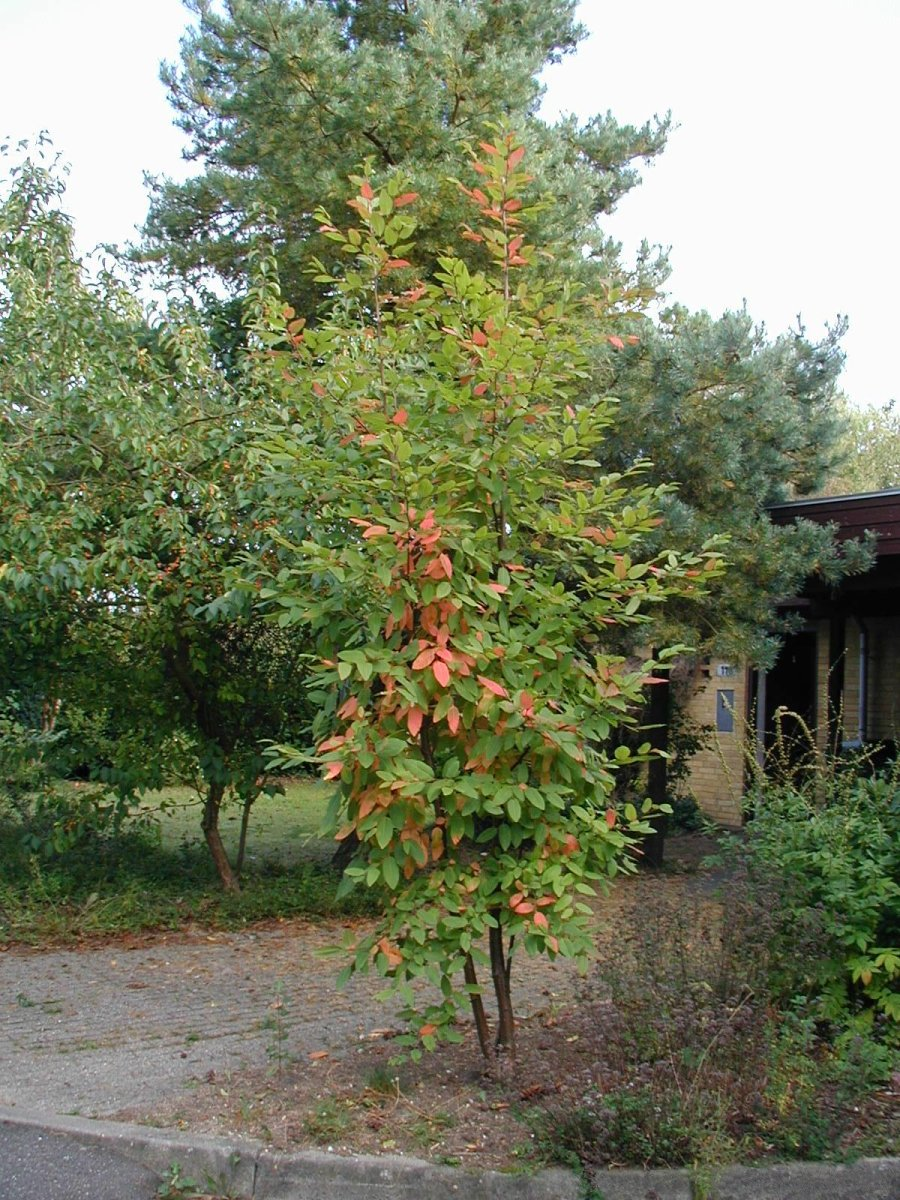
Young tree

Nothofagus alpina (đồng nghĩa Nothofagus procera) (Rauli Beech) là một loài thực vật thuộc họ Fagaceae. rụng lá tree,